# BoA
 For alternative betydninger, se BoA (flertydig). (Se også artikler, som begynder med BoA)
Kwon Boa (født 5. november 1986), bedst kendt under sit kunsternavn BoA, som står for Beat of Angel, er en sydkoreansk sanger og skuespiller, som har udgivet album både i Sydkorea og Japan. Hendes koreanske pladeselskab S.M. Entertainment, har hjulpet hende til at blive et tværkulturelt ikon for alle i Asien. Hun har udgivet 10 albummer, 3 mini-albummer og over 30 singler i Sydkorea og Japan.
BoAs modersmål er koreansk, men da hun i en tidlig alder blev sendt til Japan, for at blive populær der, er hun også flydende i japansk. Hun kan udtrykke sig normalt på engelsk og kinesisk mandarin.  
I dag bliver BoA anset som "dronningen af K-pop". Hun er en af de ledende stjerner i «The Korean Wave» (også kendt som «Hallyu»). Hun har fået en del ros, for at hjælpe til med at etablere og forbedre forholdet mellem Japan og Korea, hvor der tidligere har eksisteret spændinger af politiske årsager.

## Diskografi
| - ID; Peace B (2000) - No. 1 (2002) - Atlantis Princess (2003) - My Name (2004) - Girls on Top (2005) - Hurricane Venus (2010) - Only One (2012) - Kiss My Lips (2015) - Woman (2018) | - Listen to My Heart (2002) - Valenti (2003) - Love & Honesty (2004) - Outgrow (2006) - Made in Twenty (2007) - The Face (2008) - Identity (2010) - Who's Back? (2014) - Watashi Kono Mama de Ii no Kana (2018) | - BoA (2009) |

## BoA i SMTOWN
BoA har desuden medvirket med de bedste K-pop artister i Sydkorea, for at lave opsamlingsalbummer med titlen "SMTOWN". BoA har bidraget til disse sange: 
- Winter Vacation In SMTOWN.com udgivet i december 2000

"Waiting For White Christmas" – SM Town
"Christmas Time" – BoA
"Merry Christmas" – BoA
- Winter Vacation in SMtown.com – Angel Eyes udgivet i december 2001

"Angel Eyes" – SM Town
"Feliz Navidad" – BoA
"겨울바람" (Winter Wind) – BoA
- Summer Vacation In SMTown.com udgivet i Juni 2002

"Summer Vacation" – SM Town
"My Boy" – BoA
"Amazing Kiss" – BoA
- 2002 Winter Vacation in SMTOWN.com – My Angel My Light udgivet i december 2002

"My Angel, My Light" – SM Town
"Snow in My Mind" – Shoo, BoA, M.I.L.K, Isak N Jiyeon
"Dear My Family" – SM Town
"Jewel Song" – BoA
- 2003 Summer Vacation in SMTOWN.com udgivet i juni 2003

"Hello! Summer!" – SM Town
"Summer in Dream" – 희준 (Hee Jun), Shoo, BoA, 재원 (Jae Won), 현진 (Hyun Jin), 재영 (Jae Young)
"Romeo" – BoA
- 2003 Winter Vacation In SMTOWN.com udgivet i december 2003

"두번째 겨울" (SnowFlake) – Kang Ta, Moon Hee Jun, Shoo, Fly to the Sky, BoA, 진영 (Jin Young), 지연 (Ji Yeon) & Dana
"Feel the Same" – BoA
- 2004 Summer Vacation in SMTOWN.com udgivet i juli 2004

"여름편지" (Hot Mail) – SM Town
"Lollipop" – BoA
"Midnight Parade" – BoA
- '06 SUMMER SMTOWN udgivet i juni 2006

"태양은 가득히" (Red Sun) – SMTown
"TOUCH" – BoA

## Anden optræden
BoA har medvirket i utallige reklamer, som KOSÈ, DoubleUDot, MISSHÀ, Lipton, Ting, Pantech Curitel, Elite, Lotte, Maybelline, Wired XYZ, Levi's, Nike, Olympus, og Skechers.